# 王道之狗
《王道之狗》是日本漫畫家安彥良和的歷史漫畫，描述時代轉變之下兩位青年的故事。

## 內容描述
王道之狗主角為日本20世紀初虛構人物——風間一太郎與加納周助兩位因為试图顛覆日本軍政政府而被發送到北海道荒野強迫勞動的青年。在一次難得機會裡，囚鏈一起的兩主角共同逃獄。在北海道原住民蝦夷人（現稱阿伊努人）的幫助下，兩人逃過官兵的追殺。他们偶遇柔術大師武田惣角並且見識到日本政府迫害蝦夷人的情況。後故事發展中，加納與夥伴風間成為各自追求不同理念的敵人。

## 主要角色
- 加纳周助：主角，神奈川县多摩人，自由党员，参加过秩父事件。朝鲜甲申政变后，参加自由党激进派组织的朝鲜渡航计划，准备推翻当时的朝鲜政府。结果遭警察追捕，以伤害罪判处9年徒刑，发配北海道修筑石狩道路。施工中，和风间一太郎一同逃亡，被虾夷人西出所救，化名虾夷族人“库”，到当地开垦农场主德弘正辉家劳动。在柔术大师武田惣角指点和举荐下，参加北海道大演武，以虾夷人身份成为甲申事变后逃亡日本的朝鲜政治家金玉均的保镖，得到了“贯真人”的名字。
- 风间一太郎：主角，新潟县高田人，自由党激进派“天诛党”人，因高田事件杀人罪被判十年，发配北海道修筑石狩道路。施工中，和加纳周助一同逃亡，被虾夷人西出所救，化名虾夷族人“奇姆伊”，到当地开垦农场主德弘正辉家劳动，和德弘的妻妹容交好。后来杀死了来北海道寻找金矿的技师财部数马，用他的身份离开北海道，通过古河财阀的关系到陆奥宗光手下任职技正，不惜一切手段追逐权力。
- 容：女主角，虾夷人，北海道开垦农场主德弘正辉妻子的妹妹。深爱着风间，在马厩中和他结合了。同时也爱着加纳，但是看不贯他一本正经的性格。风间以财部数马的名字离开北海道的时候，是她亲自划木舟送到轮船上的。当时，风间许诺将带容到东京。但知道风间性格的容，并不相信诺言，在用身体诱惑加纳带自己离开而没有成功后，到函馆做了歌舞伎。在这里，容见到了护送金玉均前往东京，已经改名为贯真人的加纳。加纳杀死追杀金玉均的杀手后，强迫容接受了自己。炸毁亚细亚丸的事件中，加纳告诉风间容的下落，风间带容去了美国，但是两人的感情并不融洽。回到美国后，聆听陆奥教诲的风间发现容才是自己的真爱，但是随即被加纳杀死。面对满身是血的两个人，容说“反正我总是孤独一个人，我已经习惯了”。后来容成了一位支援亚洲革命的女杰。加纳在三州田要塞的时候，仍然携带着容的照片。
- 西出：虾夷族猎人，壮汉，心地善良，从密林中救出加纳和风间，带到了德弘的农场。后因为心爱的女孩子被卖走，追到港口打死了买主，被判处无期徒刑。

## 登场历史人物
《王道之狗》中，有大量的历史人物登场，其中有与主角关系密切，影响剧情的，也有仅仅露脸的。
- 武田惣角：漫画中第一位登场的真实历史人物，大东流合气柔术大师。在北海道教授了加纳柔术，并向北海道厅长官推荐他做金玉均的保镖。
- 陆奥宗光：日本明治维新时代的政治家，农商大臣、外务大臣。在漫画中，是为求获取利益不择手段的马基雅维利主义者。风间一太郎离开北海道后，一直追随他。
- 胜海舟：退休的海军卿，因面象看上周助，传授其亚洲主义的价值观。
- 德弘正辉：北海道的开拓者。开设农场，教授虾夷人农业技术。在漫画的第一卷中，德弘留下了西出带去的加纳和风间。
- 金玉均：朝鲜开化派领导人，因甲申政变流亡日本，因不信任日本人雇扮作虾夷人的周助做保镖。
- 李鸿章：北洋大臣，清国实权人物。
- 孫文：中國革命家，於劇情後期登場，意圖推翻清朝腐敗政權。